# Sergio Merolle
Sergio Merolle (* 1926 in Rom) ist ein italienischer Filmproduzent.

## Leben
Merolle widmete sich ab 1953 der Filmproduktion; dabei war er bis 1979 für rund 20 Filme als Produktionsleiter und für weitere knapp zehn zu Beginn seiner Karriere als ausführender Produzent tätig. 1968 setzte er sich einmalig auf den Regiestuhl, als er zum Höhepunkt der Italowestern-Welle mit Quanto costa morire seinen Beitrag dazu leistete. Wichtiger waren seine Beiträge zu Luchino Viscontis Vaghe stelle dell'orsa und Gillo Pontecorvos La battaglia di Algeri.

## Filmografie (Auswahl)
- 1968: Quanto costa morire